# Phyllomyias virescens
Phyllomyias virescens là một loài chim trong họ Tyrannidae.